# Wehrkirche Zeigerheim

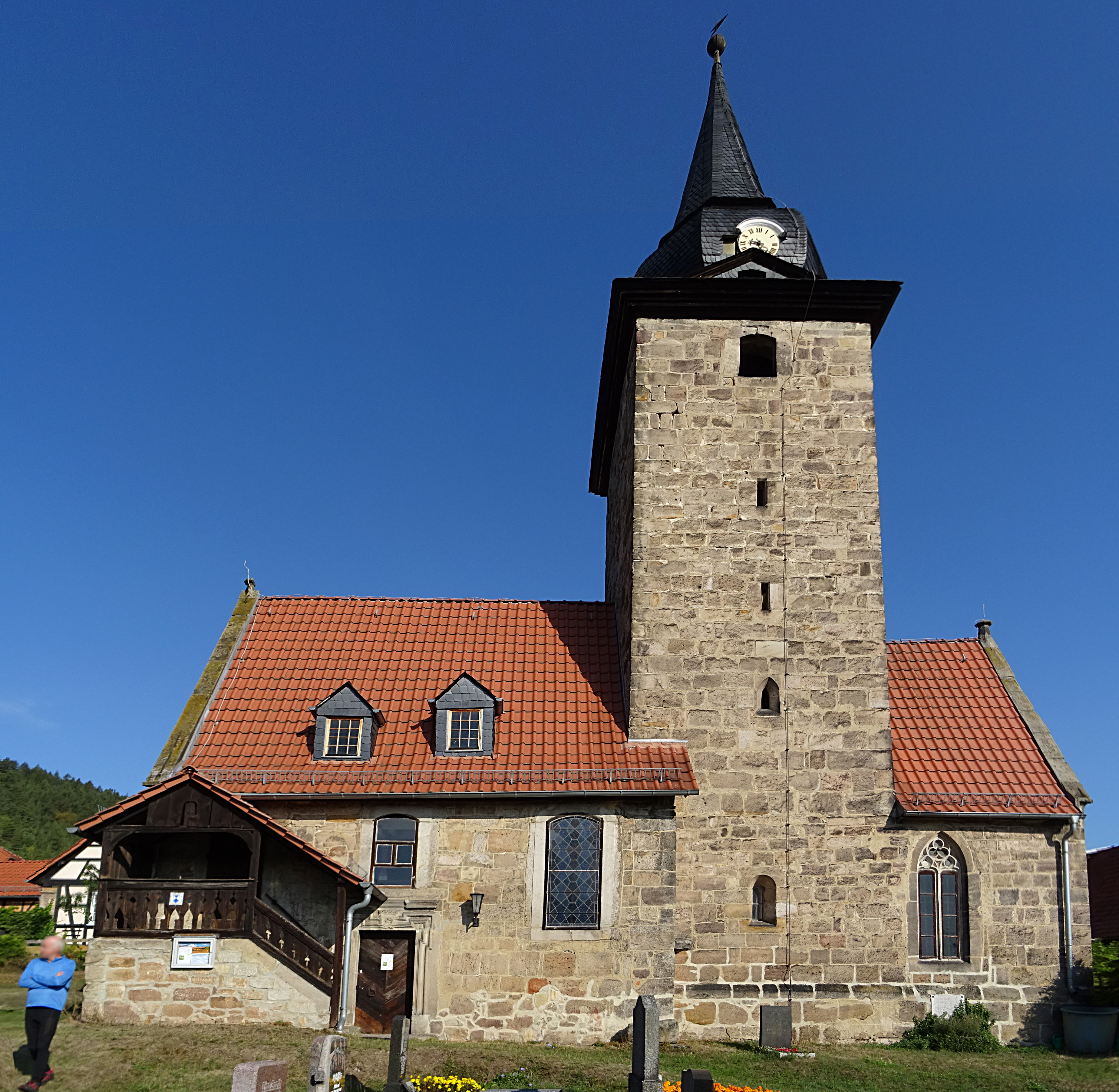
Kirche in Zeigerheim

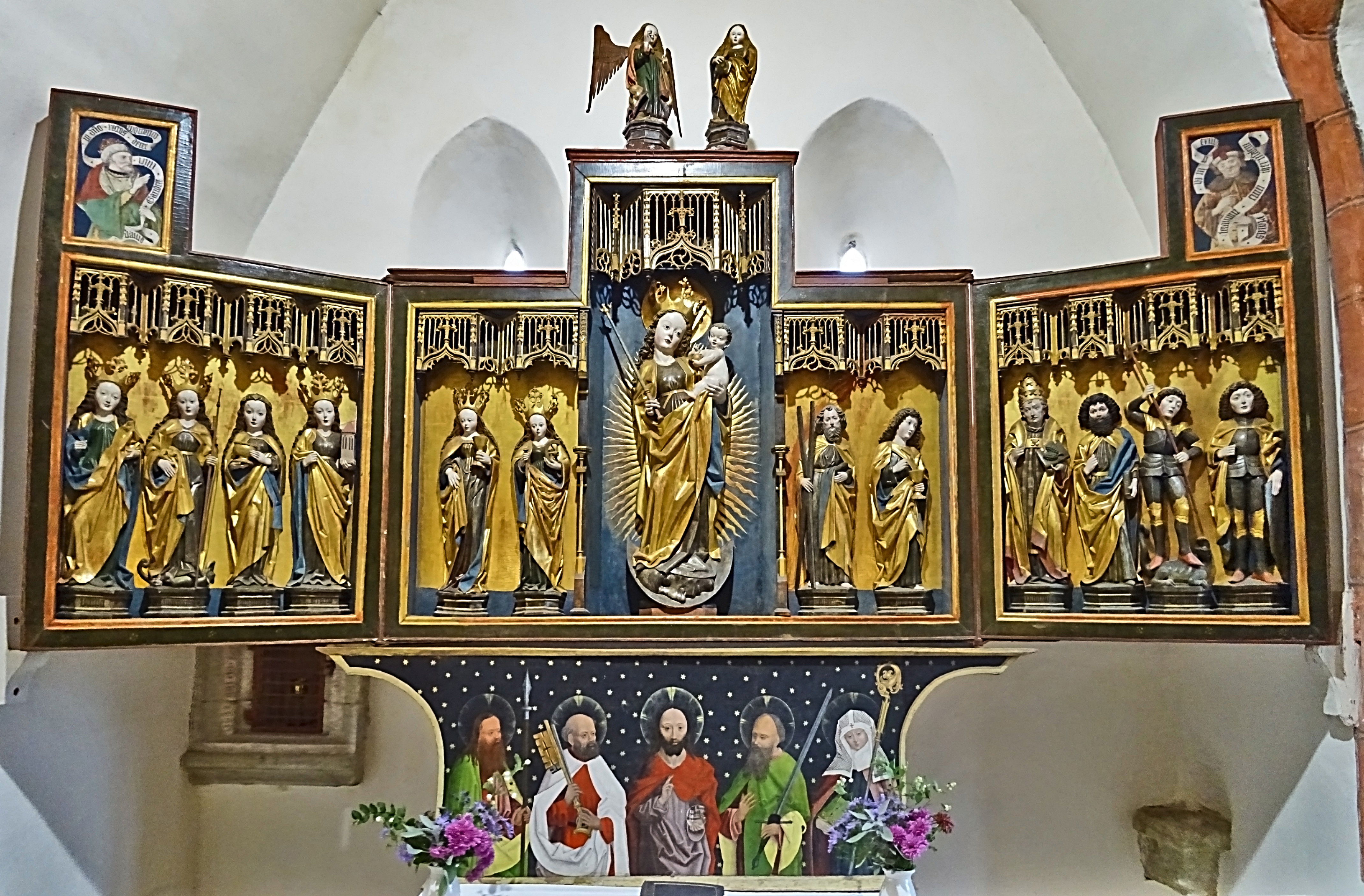
Festtagsseite des Zeigerheimer Altars

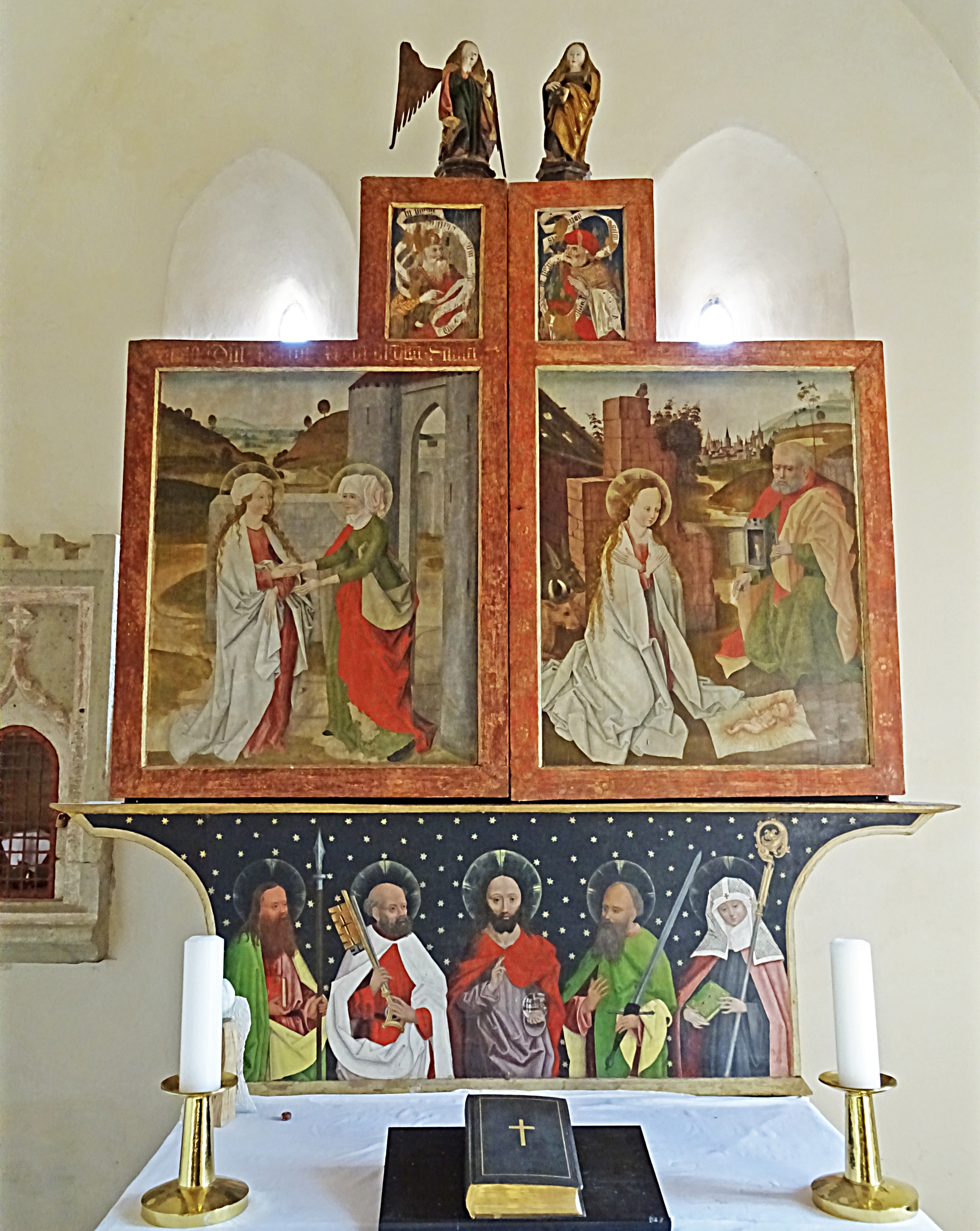
Werktagsseite des Zeigerheimer Altars

Die Wehrkirche Zeigerheim ist die evangelische Dorfkirche im Ortsteil Zeigerheim der Stadt Bad Blankenburg im Landkreis Saalfeld-Rudolstadt in Thüringen. Das Gotteshaus gehört zur Evangelischen Kirche in Mitteldeutschland.

## Geschichte
Die Kirche zu Zeigerheim gilt als das älteste Gotteshaus in der Oberherrschaft des einstigen Fürstentums Schwarzburg-Rudolstadt. Die jetzige Kirche entstand 1396 aufgrund von Um- und Neubaumaßnahmen, wobei brauchbare Bauteile der Vorgängerkirche in den Bau angepasst und eingebaut wurden. Später folgten an der Kirche weitere Veränderungen.

## Ausstattung
Der spätgotische Schnitzaltar stammt aus dem späten 15. Jahrhundert und wird einem Meister des Altars von Zeigerheim aus der Saalfelder Werkstatt zugeschrieben. Das Sakramentshäuschen aus dem Jahre 1428 ist erhalten, ebenso das Piscinium und die alte Holztonnendecke. Auch die bemalten Emporen mit biblischen Motiven wurden wieder verwendet.
Die Turmuhr stammt aus dem Jahr 1797.
Zwei Bronze-Kirchenglocken mussten 1917 als sogenannte Metallspende für den Ersten Weltkrieg abgegeben werden und wurden eingeschmolzen.
Das Kirchenschiff hat eine historische, motivreiche Deckenbemalung: Sie schuf Konrad Reutten aus Blankenburg im 17. Jahrhundert. Die hölzerne Felderdecke trägt Bilder der biblischen Geschichte, die in der ersten Hälfte des 16. Jh. entstanden sein sollen. Sie waren lange Zeit unter Putz verborgen und wurden bei Restaurierungsarbeiten 1994–1995 freigelegt. Ähnliche Motive sind auf den beiden Emporen zu sehen, oben aus dem Alten und unten aus dem Neuen Testament.
Der Kirchturm hat eine Seite mit der Längsseite des Kirchenschiffs gemeinsam, sein oberer Teil ragt deutlich über das Kirchendach hinaus.

## Orgel
Die Orgel schuf wohl um 1890 die Orgelbauwerkstatt Adam Eifert aus Stadtilm. Das Instrument hat zwei Manuale, Pedal und sieben Register.
Disposition
- Manual I (C-f"'): Principal 8', Bordun 8', Octave 4', Octave 2'
- Manual II (C-f"'): Salicional 8', Flauto Dolce 4'
- Pedal (C-d'): Subbaß 16'
- Koppeln: Manual I – Manual II, Pedal – Manual I, Pedal – Manual II

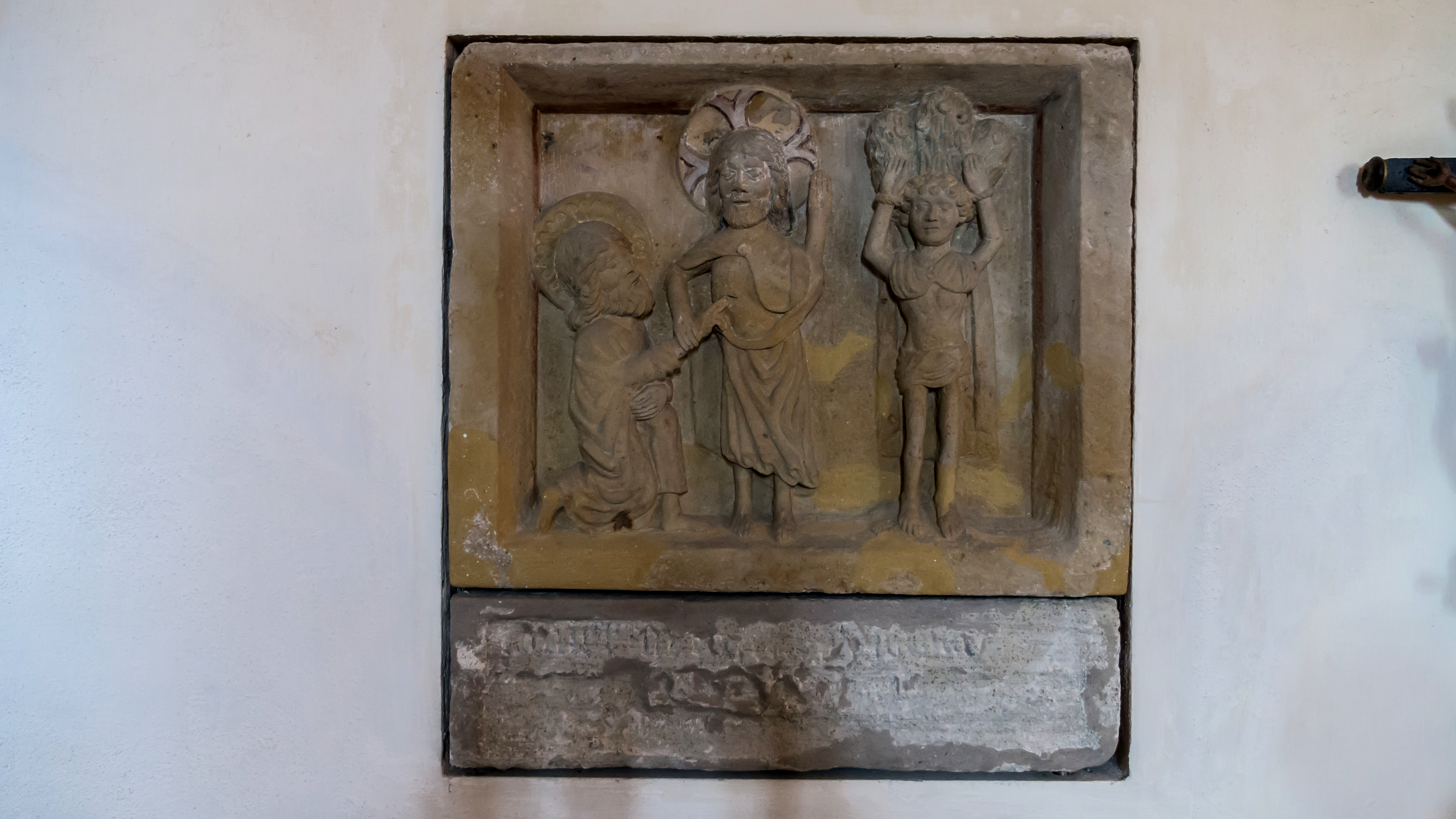
Relieftafel
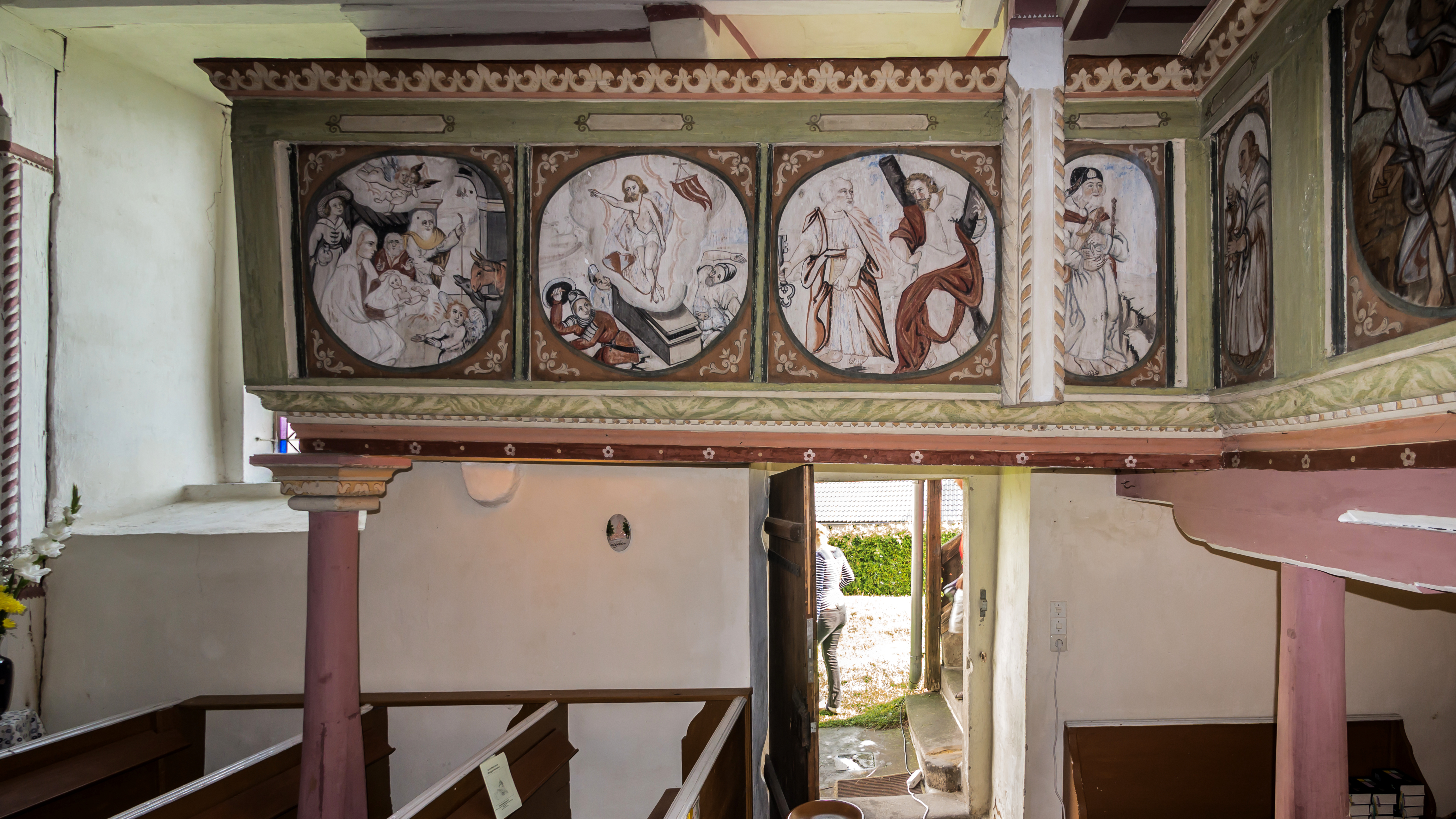
Südempore
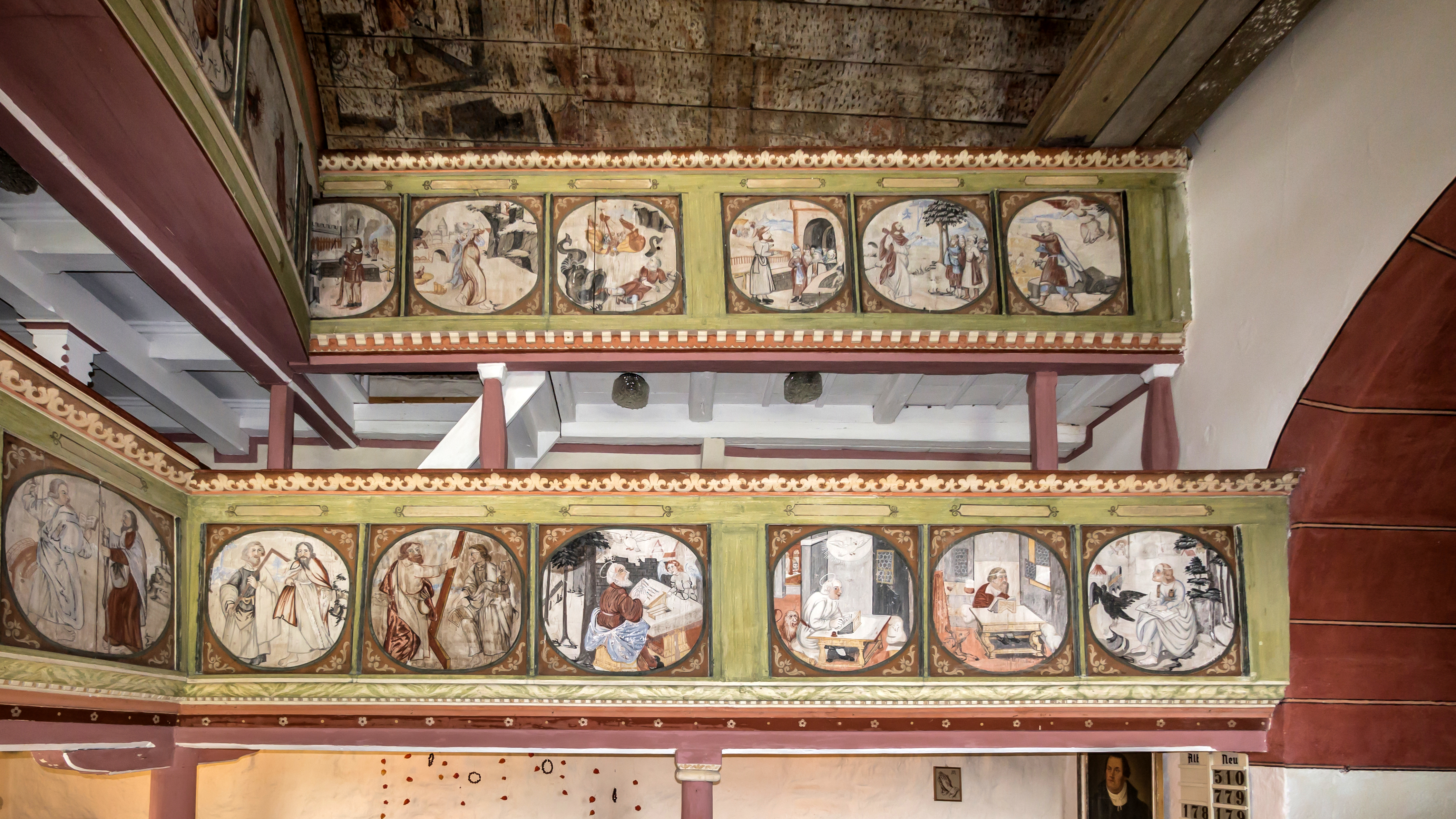
Nordemporen
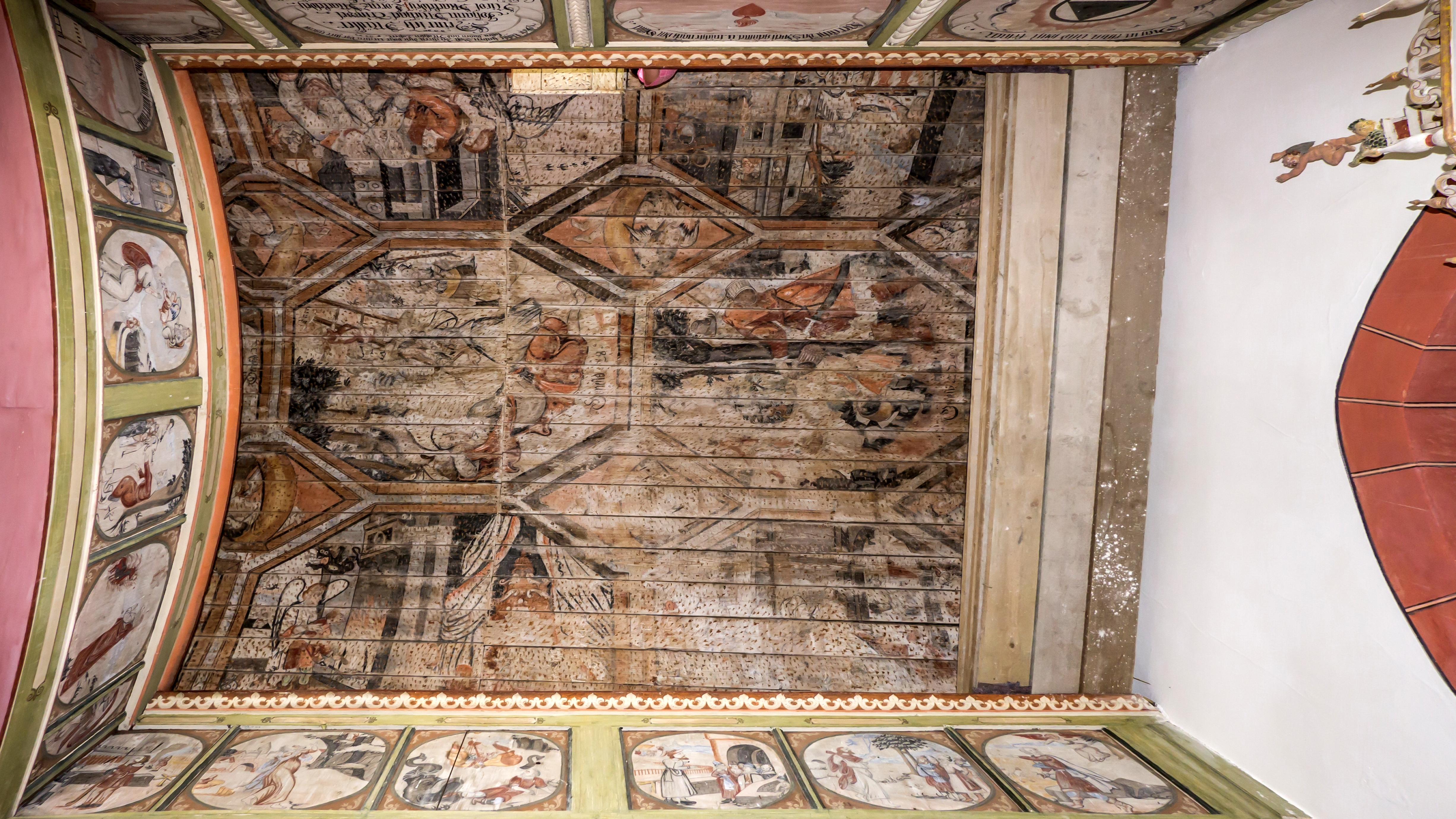
Deckenbemalung
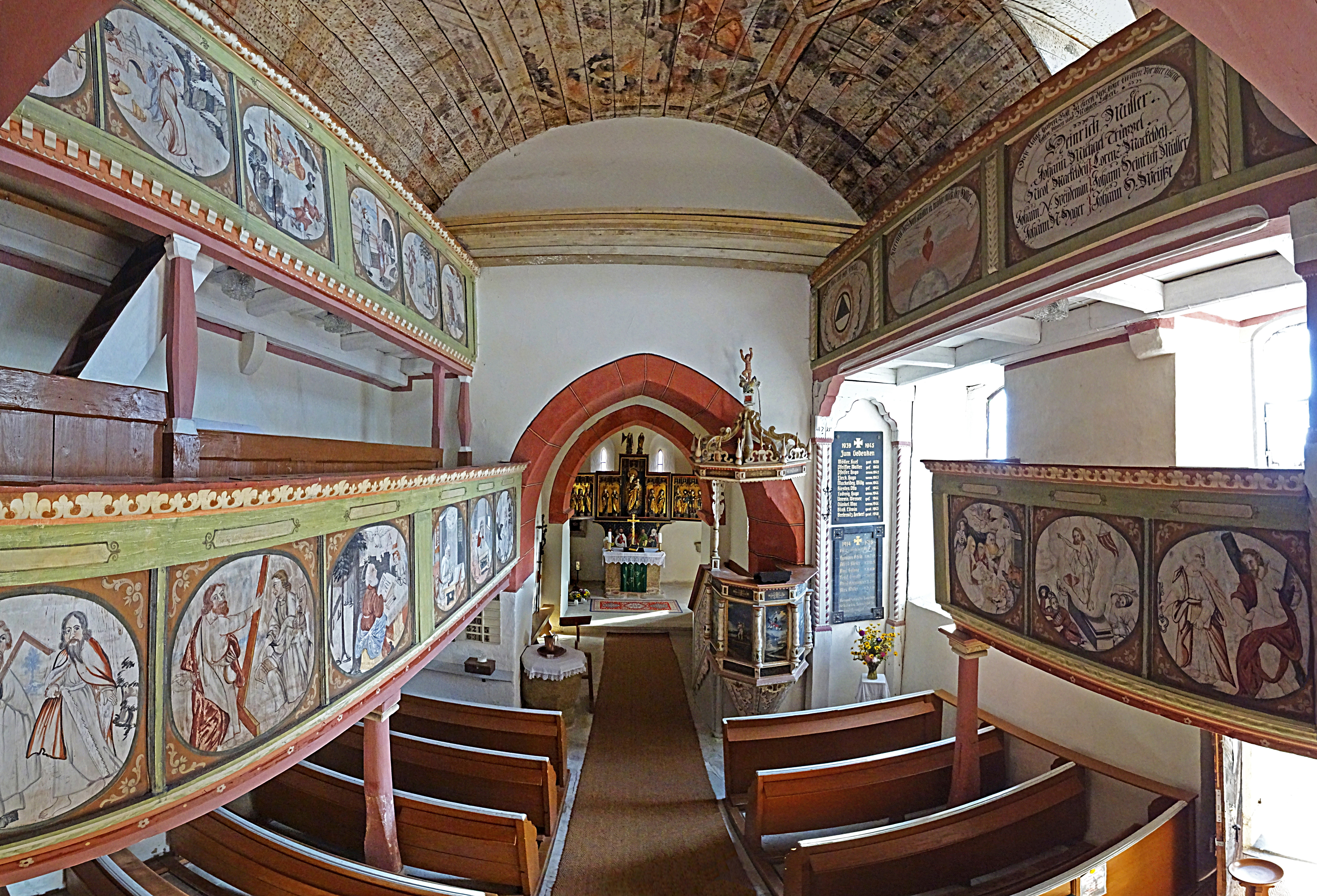
Blick zum Chor
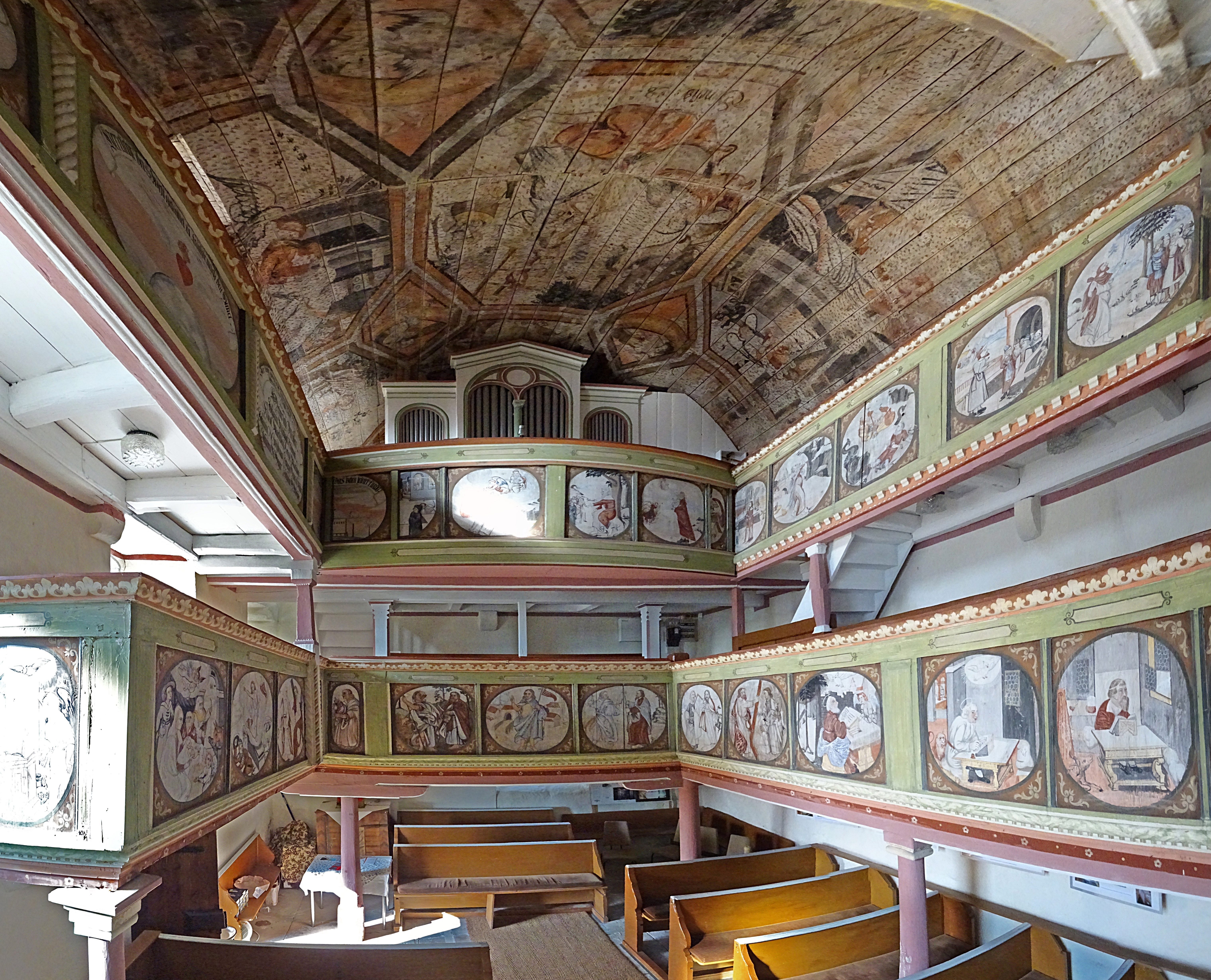
Blick zur Orgel
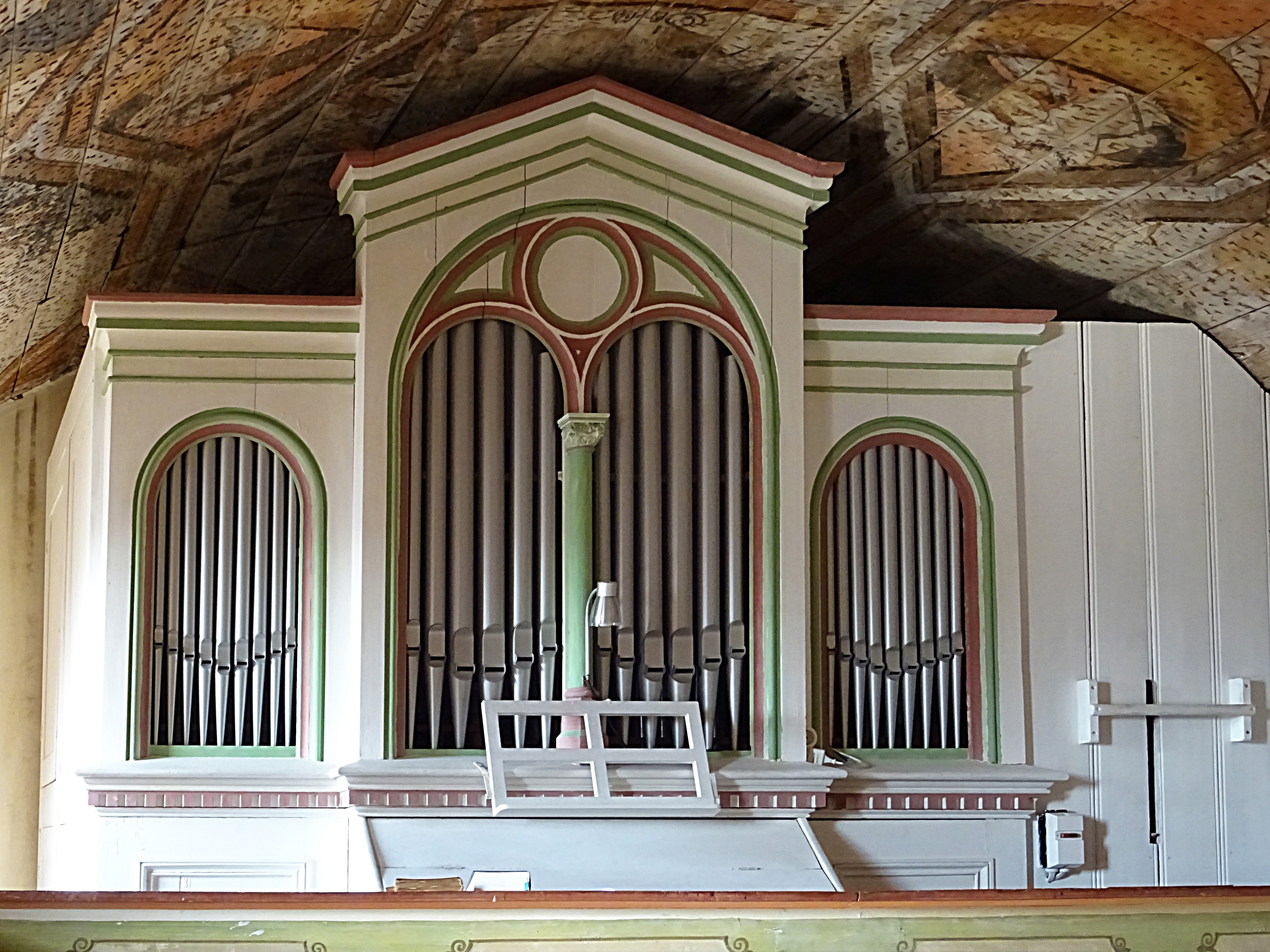
Eifert-Orgel